# Campyloptera
Campyloptera – wymarły rodzaj owadów z podgromady uskrzydlonych i nadrzędu Odonatoptera, jedyny znany przedstawiciel rodziny Campylopteridae i rzędu Campylopterodea. Obejmuje tylko jeden opisany gatunek, Campyloptera eatoni.

## Taksonomia
Rodzaj i gatunek typowy opisał w 1893 roku Charles J.E. Brongniart. Opisu dokonano na podstawie skamieniałości odnalezionej w Commentry we francuskim departamencie Allier i datowanej na gżel w późnym karbonie. Skamieniałość ta stanowi odcisk skrzydła, prawdopodobnie przedniego. Zdeponowana jest w Muzeum Historii Naturalnej w Paryżu. Brongniart umieścił Campyloptera w rzędzie Megasecoptera. W 1906 roku Anton Handlirsch  wyróżnił dla omawianego taksonu nową rodzinę Campylopteridae w obrębie tegoż rzędu W 1907 roku Fernand Meunier przeniósł Campyloptera do rzędu praważek. W 1917 roku Auguste Lameere przeklasyfikował ją powtórnie do Megasecoptera. W 1928 roku Robert John Tillyard umieścił Campyloptera w podrodzinie Campylopterinae i rodzinie Protagriidae w obrębie praważek. Z kolei Frank Morton Carpenter w 1931 roku uznał ten rodzaj za przedstawiciela Megasecoptera, a w 1943 roku, po oględzinach holotypu, wyróżnił dlań osobny podrząd Campylopteroidea. W 1962 roku Boris Rohdendorf wyróżnił dla Campyloptera rząd Campylopterodea. W 1992 roku Carpenter sklasyfikował ów rodzaj jako incertae sedis w obrębie staroskrzydłych. 
Günter Bechly w pracach z pierwszej dekady XXI wieku umieszczał Campylopterodea wśród Panodialata, wraz z Lapeyriidae i Nodialata, bazując jednak na rysunku Carpentera z 1942 roku. Współczesnej redeskrypcji skamieniałości dokonali André Nel i Aurélien Huguet w 2002 roku. Potwierdzili oni przynależność Campyloptera do Odonatoptera i kladu Neodonatoptera, jednak nie udało się im ustalić bliższej jej pozycji na drzewie rodowym. Pojedyncza, nierozgałęziona żyłka medialna przednia sugeruje przynależność Campyloptera do Nodialata, podczas gdy brak ukośnej żyłki subnodalnej i subnodusa wyklucza nie tylko jej przynależność do Nodialata, ale także całych Panodialata. Brak żyłki subnodalnej wskazywać może na zajmowanie przez nią pozycji bardziej bazalnej niż Meganeuridae.

## Morfologia
Owad ten znany jest z pojedynczego odcisku skrzydła, przypuszczalnie przedniego, o długości 67,7 mm i szerokości 11,7 mm. Skrzydło to było wąskie, niemal szypułkowate i pozbawione pterostygmy. Żyłka subkostalna tylna dochodziła do jego przedniej krawędzi prawie w połowie długości. Między kostą a żyłką subkostalną leżało 11 żyłek poprzecznych antenodalnych. Tyle samo leżało między żyłką subkostalną tylną a żyłką radialną przednią, jednak z wyjątkiem pierwszej nie były one zestawione ze sobą. Brak było wyspecjalizowanych żyłek nodalnych oraz subnodusa. Wspólny pień żyłek radialnej tylnej i medialnej przedniej oddzielał się od żyłki radialnej przedniej 8 mm od podstawy skrzydła. Arkulus był silnie ukośny. Żyłki radialna tylna i medialna przednia oddzielały się od siebie około 6 mm za nasadą arkulusa. Gałęzie druga i 3/4 żyłki radialnej tylnej były wklęsłe. Żyłki interradialne pierwsza i druga były wypukłe. Przy tylnym brzegu skrzydła między pierwszą gałęzią żyłki radialnej tylnej a pierwszą żyłką interradialną, między pierwszą żyłką interradialną a drugą gałęzią żyłki radialnej tylnej, między drugą gałęzią żyłki radialnej tylnej a drugą żyłką interradialną oraz między gałęzią 3/4 żyłki radialnej tylnej a żyłką medialną przednią mieściło się po jednym szeregu komórek, natomiast między drugą żyłką interradialną a gałęzią 3/4 żyłki radialnej tylnej mieściło się ich pięć. Żyłka medialna przednia była nierozgałęziona. Żyłka medialna tylna była u podstawy odrębna od żyłki kubitalnej, po czym zlewała się z nią, dając wspólny trzon. Około 5,5 mm od nasady trzon ten zakrzywiał się, wypuszczając kolejno żyłkę kubitalną tylną i żyłkę kubitalną przednią – obie pod mocnym skosem osiągały żyłkę analną przednią, by następnie odbić od niej pod skosem w formie wspólnego trzonu, a następnie rozdzielić się powtórnie na żyłkę kubitalną przednią i tylną. Żyłka medialna tylna była prosta i mniej więcej równoległa do przedniej. Żyłka kubitalna przednia na środkowym odcinku była równoległa do medialnej tylnej, ale dalej zaczynała zygzakować. Między równoległymi żyłką kubitalną tylną i analną przednią mieścił się pojedynczy szereg komórek. Żyłka kubitalna tylna była nierozwidlona i niezygzakowała. Między żyłkami analną przednią i tylną znajdowało się wąskie pole analne mające w części nasadowej i środkowej jeden, a w wierzchołkowej dwa szeregi komórek.